# Federația de Fotbal a Asiei de Vest

Logo-ul WAFF

Federația de Fotbal a Asiei de Vest (engleză: West Asian Football Federation), denumită prescurtat și WAFF, este o asociație de fotbal fondată în 2001, din care fac parte țările din Asia de Vest. Membrii fondatori sunt Iran, Irak, Iordania, Liban, Palestina și Siria. Din 2009, alte trei state fac parte din federație: Qatar, Emiratele Arabe Unite și Yemen. Celelalte patru țări din Asia de Vest - Bahrein, Kuweit, Oman și Arabia Saudită s-au afiliat în 2010 .

## Membri
| - Iran - 2001 - Irak - 2001 - Iordania - 2001 - Liban - 2001 - Palestina - 2001 - Siria - 2001 - Qatar - 2009 | - Emiratele Arabe Unite - 2009 - Yemen - 2009 - Bahrein - 2010 - Kuweit - 2010 - Oman - 2010 - Arabia Saudită - 2010 |